# Evropská úmluva o krajině
Evropská úmluva o krajině byla podepsaná 20. října 2000 ve Florencii, Česká republika ji podepsala ve Štrasburku 28. listopadu 2002. V platnost vstoupila 1. března 2004 a jejími smluvními stranami je k 31. 01. 2013 je 37 členských států Rady Evropy.
Úmluva se věnuje krajině pozoruhodné, běžné i narušené Předmětem úmluvy je krajina přírodní, venkovní, městská i industriální. Ochrana, správa a plánování krajin jsou podle úmluvy právem a povinností každého jednotlivce a všech evropských zemí.
Česká vláda usnesením č. 1049/2002 z října 2002 uložila ministerstvu životního prostředí, ministerstvu zemědělství, ministerstvu kultury, ministerstvu pro místní rozvoj a ministerstvu školství, mládeže a tělovýchovy, aby zabezpečila uplatňování úmluvy v praxi.